# Városligeti Sportcentrum

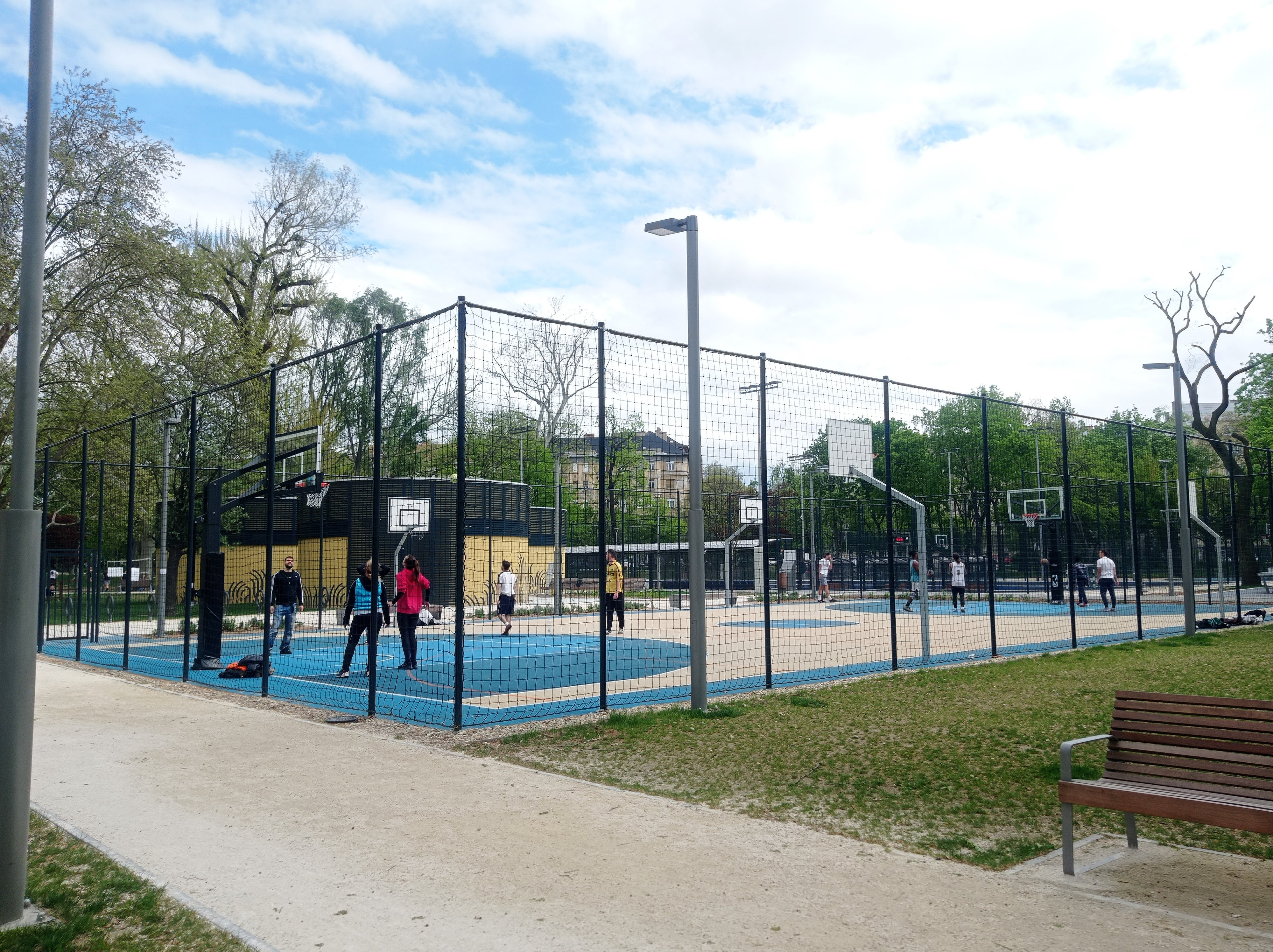
Városligeti Sportcentrum

A Városligeti Sportcentrum elnevezéssel, a budapesti Városliget délkeleti részén – az Ajtósi Dürer sor és a Dózsa György út által határolt sarokban – 36 000 m²-es sportterületet alakítottak ki a Liget Budapest projekt keretében. Több mint egy tucat sportág kipróbálásra, gyakorlására van itt lehetőség. Női, férfi- és akadálymentesített öltözők, illetve ivókutak, kerékpártárolók is szolgálják az idelátogatókat. A zöldfelület és az infrastruktúra is megújult a park ezen részén. 

## Sportpályák és sporteszközök
- 5 db multifunkciós sportpálya
- 2 km-es és 200 m-es futókör
- kondiparkok
- 2 db teq-asztal
- 13 db sakkasztal
- 4 db pingpongasztal
- 1 db petanque-pálya
- műfüves focipálya (Városligeti Miniaréna)
- gumiburkolatú kosárlabda pálya (Kosárlabda Miniaréna)

A sportcentrumban két, foglalási díj ellenében használható, kivilágított sportpálya található: a Városligeti Miniaréna egy műfüves labdarúgó pálya fedett cserepadokkal, lelátóval, illetve digitális eredményjelző táblával. A Kosárlabda Miniaréna pedig egy szabványos méretű kosárpálya gumiburkolattal és 4,2 méter magas védőhálóval ellátva. Mindezek mellett ingyenesen használható multifunkciós sportpályákat is kialakítottak a területen, összesen három darabot, melyeken lehetőség van focizni, kosárlabdázni, röplabdázni, tollas labdázni és lábteniszezni is.